# Frustration Plantation
Frustration Plantation è un album in studio del gruppo musicale statunitense Rasputina, pubblicato nel 2004.

## Tracce
Tutte le tracce sono di Melora Creager, eccetto dove indicato.

1. Doomsday Averted – 2:34
2. Secret Message – 3:16
3. Possum of the Grotto – 2:56
4. If Your Kisses Can't Hold the Man You Love (Jack Yellen, Vivian Ellis) – 3:07
5. The Mayor – 4:37
6. When I Count... – 0:26
7. High on Life – 3:31
8. Wicked Dickie (Lead Belly) – 2:23
9. My Captivity by Savages – 3:00
10. Saline the Salt Lake Queen – 4:06
11. Oh, Injury – 4:10
12. When I Was a Young Girl – 1:36
13. Momma Was an Opium Smoker – 1:52
14. Nov. 17dee (testo: Hollis Lane) – 1:08
15. Girls' School – 5:29